# مكتب الصرف (المغرب)
مكتب الصرف هو مؤسسة عمومية في المغرب، وهو تابع إدارياً لوزارة الاقتصاد والمالية وإصلاح الإدارة. وقد أحدث في سنة 1944، وشهد إعادة تنظيم بموجب الظهير الشريف الصادر بتاريخ 22 يناير 1958. وهو يساهم في تنفيد توجيهات الحكومة في مجال الصرف عن طريق سن وتطبيق التدابير المتعلقة بتنظيم الصرف. وقد عرف هذا التنظيم القانوني مجموعة من المراحل قبل الشروع في التحرير التدريجي لسعر صرف الدرهم موليا بذلك اهتماماً خاصاً لاحتياجات و تطلعات الفاعلين في هذا المجال.

## المهام
يضطلع مكتب الصرف بمهام رئيسسية تتمحور حول تقنين ومراقبة الصرف وتوفير الإحصائيات الخاصة بالمبادلات الخارجية وميزان الأداءات.
- تقنين عمليات الصرف:

يقوم مكتب الصرف بتنفيد توجيهات الحكومة في مجال الصرف عن طريق سن التدابير المتعلقة بنظام الصرف، وذلك بتحديد الإجراءات والشروط اللازمة للقيام بعمليات الصرف بكل حرية من طرف الاشخاص المقيمين وغير المقيمين.
- التأكد من إحترام نظام الصرف الجاري به العمل طبقا لمقتضيات قانون الصرف:

يقوم مكتب الصرف بمراقبة عمليات الصرف، إما بالاطلاع على المستندات والوثائق المكونة أساسا من تقارير الفاعليين والبنوك، وإما بإجراء التحريات في عين المكان بواسطة هيئة المفتشين التابعين له. لمكتب الصرف صلاحية تقديم بعض الترخيصات الاستثناءات بالنسبة لبعض العمليات غير المنصوص عليها في المقتضيات قانون الصرف الجاري به العمل.
- منح تراخيص الصرف اليدوي:

يتولى مكتب الصرف منح تراخيص الصرف اليدوي بعد القيام بجميع الإجراءات المنصوص عليها في المقتضيات القانونية السارية المفعول. وبالإضافة إلى ذلك، يحتفظ مكتب الصرف بالحق في مراقبة العمليات التي يتم إجرائها من طرف عملاء الصرف اليدوي الذين يتعين عليهم تزويد وحدات المراقبة بالوثائق و المعلومات المتعلقة بالعمليات التي تم القيام بها.
- إعداد إحصائيات المبادلات الخارجية:

يعتبر مكتب الصرف منتجاً للإحصائيات الخاصة بالمبادلات الخارجية وميزان الأداءات والميزان التجاري والوضعية المالية الخارجية الاجمالية للمغرب وفقاً للمعايير الدولية المتفق عليها في هذا الصدد. علاوة على ذلك، يصدر مكتب الصرف شهريا مؤشرات المبادلات الخارجية التي تمكن صناع القرار السياسي والاقتصادي من التوفر على أداة فعالة تساعد على اتخاد القرار. وتخضع المهمة الإحصائية لمكتب الصرف لإطارين مرجعيين رئيسيين وهما: إطار قانوني، وهو القانون رقم 19-06 المتعلق بالتصريحات الإحصائية والذي يخول لمكتب الصرف ركيزة قانونيًة لممارسة هذه المهمة ومرجع دولي يعتمد على المعايير التي تحددها كل من الأمم المتحدة و صندوق النقد الدولي. عملية انجاز الإحصائيات تحترم آجال إعدادها وتكفل دقة مؤشراتها التي تستجيب للمعايير الدولية في هذا المجال.
- مهام أخرى

موازاة مع اختصاصاته الرئيسية، الواردة بالتفصيل أعلاه، يباشر مكتب الصرف بمجموعة من المهام، ومن بينها ما يلي:
> الاضطلاع بدوره الكامل كمرفق عمومي يرتكز على تسهيل تقديم الخدمات ومواكبة مرتفقيه وعن طريق نهج مقاربة نوعية للجودة قائمة على أساس حسن الإستقبال والتكفل مع احترام الاجال المحددة للتجاوب والمساواة في تعامل مع الحرص على إشراك كافة الموظفين.
> السهر على احترام مقتضيات القانون رقم 05-43 المتعلق بمحاربة غسل الأموال بالنسبة للوحدات المعنية بتطبيق مقتضيات هذا القانون والأشخاص الخاضعين لمراقبة مكتب الصرف
> تنظيم دورات تدريبية في قانون الصرف لفائدة الوسطاء المعتمدين و الجمعيات المهنية
> إعداد ونشر دراسات انطلاقاً من المعطيات الإحصائية المتعلقة بالمبادلات الخارجية
> تبادل المعطيات مع الإدارات الأخرى بهدف تقاسم المعلومات لأجل ضمان معالجة متكاملة للقضايا المشتركة